# Ivo Knoflíček
Ivo Knoflíček (* 23. Februar 1962 in Kyjov) ist ein ehemaliger tschechischer Fußballspieler und -trainer. Er spielte 38 Mal für die Tschechoslowakische Fußballnationalmannschaft und nahm an der Weltmeisterschaft 1990 in Italien teil.

## Karriere
In seiner Jugend spielte er für Baník Šardice, FC Zbrojovka Brno und Sigma Olmütz. 1981 suchte Slavia Prag einen neuen Stürmer und fand ihn in Ivo Knoflíček. Zwischen 1982 und 1984 absolvierte er seinen Wehrdienst bei Roter Stern Cheb, anschließend kehrte er zu Slavia Prag zurück. In der Saison 1984/85 wurde er mit 21 Treffern Torschützenkönig.
Schon im September 1983 hatte er beim 0:0 in der Schweiz sein Länderspieldebüt gegeben. Als im Jahre 1988 die Mannschaft von Slavia in Deutschland weilte, entschlossen sich Knoflíček und sein Mannschaftskollege Luboš Kubík zur Flucht, was eine automatische Sperre für 18 Monate nach sich zog. Beiden winkte ein Engagement beim englischen Klub Derby County. Kubík machte jedoch im letzten Moment einen Rückzieher und kehrte mit dem Versprechen des Straferlasses zurück in die Tschechoslowakei.
Damit war auch Knoflíčeks Einsatz für Derby County Makulatur, denn Derbys Präsident wollte das eingespielte Duo nur gemeinsam verpflichten. Der Stürmer musste die Sperre also absitzen und bereitete sich mit dem italienischen Verein Hellas Verona auf die neue Saison vor. Im Dezember 1989 erteilte die Sportbehörde der Tschechoslowakei die Freigabe für einen Wechsel zum deutschen Bundesligisten FC St. Pauli. Wenige Tage später sah er nach rund eineinhalbjähriger Trennung seine Frau sowie die beiden gemeinsamen Kinder wieder, die von Prag nach Hamburg ausreisen durften. In seinem ersten Bundesligaspiel für St. Pauli Mitte Dezember 1989 stand Knoflíček in der Anfangself und erzielte beim 2:1 über Borussia Mönchengladbach den Siegtreffer. Nach der Weltmeisterschaftsteilnahme 1990 hatte er mit gesundheitlichen Schwierigkeiten zu kämpfen und war in keiner guten körperlichen Verfassung, was ihm als Lustlosigkeit ausgelegt und als Karriereknick eingestuft wurde. Im Oktober 1990 musste er einen Eingriff am Ellenbogen vornehmen lassen. Bei der Vereinsführung des FC St. Pauli fiel er Anfang Juni 1991 in Ungnade, als Knoflíček beim 0:5 gegen den Nachbarn Hamburger SV eine schwache Leistung bot, die vom Vorsitzenden Heinz Weisener als „absolut desolate Vorstellung“ bezeichnet wurde. Weisener kündigte öffentlich an, Knoflíček zu verkaufen.
In der Saison 1991/92 spielte er zunächst noch für St. Pauli, lief dann ab Oktober 1991 für den VfL Bochum auf. In 37 Bundesligaspielen und 8 Zweitligaspielen erzielte er 6 Tore. Anschließend wechselte er für ein Jahr nach Österreich zu Vorwärts Steyr. Im August 1992 lief er beim 2:2 gegen Österreich in Bratislava zum letzten Mal im Dress der tschechoslowakischen Nationalmannschaft auf.
1994 schien seine Karriere eigentlich beendet, ehe sich sein ehemaliger Klub Slavia Prag meldete und den mittlerweile 32-jährigen erneut engagierte. Nach nur anderthalb Jahren wechselte er in die zweite Liga zu Dukla Prag, dort erlebte er den Umzug des Vereins nach Příbram und den Aufstieg 1997. Anfang 1998 riss er sich die Achillessehne; während seiner Verletzung übernahm Josef Csaplár die Mannschaft und legte Knoflíček nahe, sich einen neuen Verein zu suchen. Damit war die Zeit des alternden Stars endgültig vorbei. Er bekam einen Posten bei der zweiten Mannschaft von Marila Příbram und arbeitete zeitweise als Co-Trainer. Allerdings hatte er weiterhin einen Spielervertrag in Příbram und wurde nacheinander an die unterklassigen Vereine FK Litoměřice, FK Votice, FK Mníšek und Sokol Měchenice ausgeliehen.
In der ersten Jahreshälfte 2005 war er Spieltrainer bei Sparta Kutná Hora und im Herbst desselben Jahres spielte er noch einige Male für Kovofiniš Ledeč nad Sázavou, wo er zudem noch Jugendtrainer war. Zur Spielzeit 2005/06 wurde er zunächst Trainerassistent beim FC Vlašim, später übernahm er dort den Posten des Cheftrainers. Am Saisonende konnte er sich allerdings nicht auf eine Vertragsverlängerung einigen.
In der Nationalmannschaft absolvierte Knoflíček 38 Spiele, in denen er sieben Tore schoss. Er war WM-Teilnehmer 1990 in Italien und erreichte mit seiner Mannschaft das Viertelfinale, in dem die Tschechoslowakei dem späteren Weltmeister Deutschland mit 0:1 unterlag.
1996 brachte er ein Buch mit dem Titel Neváhej a běž! heraus, zu deutsch etwa „Zöger’ nicht, und lauf!“